# James Anderson (Badminton)
James Anderson (* 15. Februar 1974) ist ein englischer Badmintonspieler.

## Karriere
James Anderson gewann nach mehreren Medaillen im Juniorenbereich 1996 die Portugal International und die Finnish International. 1997 siegte er bei den Welsh International, Irish Open und Portugal International. 2000 war er bei den US Open erfolgreich, 2002 gewann er Bronze bei den Commonwealth Games.

## Sportliche Erfolge
| Saison    | Veranstaltung                             | Disziplin    | Platz | Name                            |
| --------- | ----------------------------------------- | ------------ | ----- | ------------------------------- |
| 1991      | England: Einzelmeisterschaft der Junioren | Herrendoppel | 1     | James Anderson / Ian Pearson    |
| 1991      | Junioren-Europameisterschaft              | Herrendoppel | 3     | Ian Pearson / James Anderson    |
| 1992      | England: Einzelmeisterschaft der Junioren | Herrendoppel | 1     | James Anderson / Ian Pearson    |
| 1992      | England: Einzelmeisterschaft der Junioren | Mixed        | 1     | James Anderson / Emma Chaffin   |
| 1996      | Portugal International                    | Herrendoppel | 1     | Ian Pearson / James Anderson    |
| 1996      | Finnish International                     | Mixed        | 1     | James Anderson / Emma Chaffin   |
| 1996      | Finnish International                     | Herrendoppel | 1     | Ian Pearson / James Anderson    |
| 1996      | Welsh International                       | Herrendoppel | 1     | James Anderson / Ian Pearson    |
| 1997      | Welsh International                       | Mixed        | 1     | James Anderson / Sara Sankey    |
| 1997      | Welsh International                       | Herrendoppel | 1     | Ian Sullivan / James Anderson   |
| 1997      | Czech International                       | Herrendoppel | 1     | James Anderson / Ian Sullivan   |
| 1997      | Irish Open                                | Herrendoppel | 1     | James Anderson / Ian Sullivan   |
| 1997/1998 | EBU Circuit                               | Herrendoppel | 1     | James Anderson                  |
| 1998      | Portugal International                    | Herrendoppel | 1     | James Anderson / Ian Pearson    |
| 1999      | Spanish International                     | Herrendoppel | 1     | Graham Hurrell / James Anderson |
| 1999      | Irish Open                                | Herrendoppel | 1     | Graham Hurrell / James Anderson |
| 2000      | US Open                                   | Herrendoppel | 1     | Graham Hurrell / James Anderson |
| 2001      | Weltmeisterschaft                         | Herrendoppel | 17    | James Anderson / Graham Hurrell |
| 2002      | Commonwealth Games                        | Dameneinzel  | 3     | James Anderson / Simon Archer   |
| 2002      | Austrian International                    | Herrendoppel | 1     | James Anderson / Robert Blair   |